# Culcasia
Genre
Classification phylogénétique
Culcasia est un genre de plantes de la famille des Araceae. Il contient une vingtaine d'espèces originaires d’Afrique tropicale.

## Liste d'espèces
Selon World Checklist of Selected Plant Families (WCSP) (30 mai 2011) :
- Culcasia angolensis Welw. ex Schott (1865)
- Culcasia annetii Ntépé-Nyamè, Bull. Mus. Natl. Hist. Nat., B (1984)
- Culcasia bosii Ntépé-Nyamè, Bull. Mus. Natl. Hist. Nat., B (1984)
- Culcasia caudata Engl. (1910)
- Culcasia dinklagei Engl. (1899)
- Culcasia ekongoloi Ntépé-Nyamè, Bull. Mus. Natl. Hist. Nat., B (1984)
- Culcasia falcifolia Engl. (1899)
- Culcasia glandulosa Hepper (1967)
- Culcasia insulana N.E.Br. (1901)
- Culcasia lanceolata Engl. (1899)
- Culcasia liberica N.E.Br., J. Linn. Soc. (1904)
- Culcasia loukandensis Pellegr. (1934)
- Culcasia mannii (Hook.f.) Engl. (1887)
- Culcasia obliquifolia Engl. (1899)
- Culcasia orientalis Mayo (1985)
- Culcasia panduriformis Engl. & K.Krause (1917)
- Culcasia parviflora N.E.Br. (1901)
- Culcasia rotundifolia Bogner (1980)
- Culcasia sanagensis Ntépé-Nyamè, Bull. Mus. Natl. Hist. Nat., B (1984)
- Culcasia scandens P.Beauv. (1803)
- Culcasia seretii De Wild. (1922)
- Culcasia simiarum Ntépé-Nyamè, Bull. Mus. Natl. Hist. Nat., B (1984)
- Culcasia striolata Engl. (1899)
- Culcasia tenuifolia Engl. (1892)